# Ломки (Мышкинский район)
Ломки  — деревня Охотинского сельского поселения Мышкинского района Ярославской области .
Деревня расположена на небольшом, окружённом лесами поле, на расстоянии около 2 км к востоку от левого берега Волги и проходящего по нему федеральной автомобильной трассы Р104. Деревня стоит на правом южном берегу небольшого, не названного на карте ручья, впадающего в Волгу между деревнями Рыпы (северный, правый берег ручья) и Володино (южный, левый берег). Лес к востоку от Ломков пересекается густой сетью мелиоративных канав, отводящих в упомятый ручей воды из северо-западной части Красковского болота.
Деревня Ломкм указана на плане Генерального межевания Рыбинского уезда 1792 года.
На 1 января 2007 года в деревне Ломки числилось 7 постоянных жителей . Почтовое отделение, находящееся в селе Охотино, обслуживает в деревне 11 домов .